# WinShell
WinShell（ウィンシェル）は、TeX による組版を支援するためのTeX統合環境と呼ばれるGUIアプリケーションソフトウェアの一つである。64ビット版Windows上ではWOW64による32ビット互換アプリとして動作する。

## 機能
それ単体では単なるテキストエディタとしか機能しないが、WinShellとは別のプログラム（外部コマンド）であるTeXや各種DVIウェアなどをWinShellのボタンに登録することにより、コマンドラインを介さずにボタン一つで直接その外部プログラムを呼び出してきて処理を渡してくれる。
つまり、WinShellを使うことで何か新たなことができるわけではなく、あくまでコマンドラインでやることを多少マスクしてくれる程度のもので、内実はコマンドラインでやることと何も変わりがない。それゆえ、呼び出す外部コマンド自体をきちんと知らなければならないことにも変わりがない、ということには注意をされたい。逆に、呼び出したいコマンドについてよく知っていれば、登録時にオプション設定を施したりできるため使い勝手はより向上する。

## その他の事項
- 日本では、奥村晴彦の著書「LaTeX2ε美文書作成入門」シリーズ（改訂第4版まで）において、紹介されたことで、ある程度知られるようになった。
- ver 3.0 の段階で、表示言語を英語、フランス語、ドイツ語、イタリア語、スペイン語、カタルーニャ語、チェコ語、中国語、ハンガリー語、ポーランド語、スウェーデン語、日本語の12言語に切り替えられる、多言語対応ソフトである。また、ユーザ自身で設定ファイルを編集し、他の言語による表示を行うことも可能である。